# Paris-Nice 1983
Paris-Nice 1983 est la 41e édition de la course cycliste Paris-Nice. La course a lieu entre le 9 et le 16 mars 1983. La course est dominée par l'équipe Sem-France Loire, qui remporte l'ensemble des classements. La victoire revient à l'Irlandais Sean Kelly devant ses coéquipiers Jean-Marie Grezet et Steven Rooks.

## Participants
Dans cette édition de Paris-Nice, 124 coureurs participent divisés en 14 équipes : Sem-France Loire, Jacky Aernoudt Meubelen-Rossin-Campagnolo, La Redoute-Motobécane, Splendor-Euroshop, Peugeot-Shell-Michelin, Safir-Van de Ven, Boule d'Or, Wolber-Spidel, Teka, Europdecor-Dries, UC Saint-Étienne-Pélussin, Coop-Mercier-Mavic et l'équipe nationale amateur de Nouvelle-zélande et des Pays-Bas. L'épreuve est terminée par 87 coureurs.

## Étapes
| Étapes                | Date    | Villes étapes                           | Km     | Vainqueur d'étape                         | Leader du classement général |
| --------------------- | ------- | --------------------------------------- | ------ | ----------------------------------------- | ---------------------------- |
| Prologue              | 9 mars  | Issy-les-Moulineaux (clm)               | 5,5 km | Eric Vanderaerden                         | Eric Vanderaerden            |
| 1re étape             | 10 mars | Gien - Bourbon-Lancy                    | 196 km | Eddy Planckaert                           | Eric Vanderaerden            |
| 2e étape              | 11 mars | Bourbon-Lancy - Saint-Étienne           | 212 km | Francis Castaing                          | Eric Vanderaerden            |
| 3e étape, 1er secteur | 12 mars | Saint-Chamond - Tournon                 | 89 km  | Sean Kelly                                | Eric Vanderaerden            |
| 3e étape, 2e secteur  | 12 mars | Tain-l'Hermitage (clm)                  | 35 km  | Jacky Aernoudt Meubelen-Rossin-Campagnolo | Eric Vanderaerden            |
| 4e étape              | 13 mars | Bollène - Miramas                       | 186 km | Sean Kelly                                | Joop Zoetemelk               |
| 5e étape              | 14 mars | Miramas - La Seyne-sur-Mer              | 183 km | Ferdi Van Den Haute                       | Joop Zoetemelk               |
| 6e étape              | 15 mars | La Seyne-sur-Mer - Mandelieu-la-Napoule | 182 km | Dirk De Wolf                              | Sean Kelly                   |
| 7e étape, 1er secteur | 16 mars | Mandelieu-la-Napoule - Nice             | 60 km  | Eric Vanderaerden                         | Sean Kelly                   |
| 7e étape, 2e secteur  | 16 mars | Nice - Col d'Èze (clm)                  | 11 km  | Sean Kelly                                | Sean Kelly                   |

## Résultats des étapes

### Prologue
9-03-1983. Issy-les-Moulineaux, 5,5 km (clm).
|   | Cycliste          | Équipe                                    | Temps      |
| - | ----------------- | ----------------------------------------- | ---------- |
| 1 | Eric Vanderaerden | Jacky Aernoudt Meubelen-Rossin-Campagnolo | 6 min 40 s |
| 2 | Sean Kelly        | Sem-France Loire                          | + 5 s      |
| 3 | Alain Bondue      | La Redoute-Motobécane                     | m.t.       |

### 1reétape
10-03-1983. Gien-Bourbon-Lancy, 196 km.
Kelly perd 48 secondes sur chute.
|   | Cycliste         | Équipe                 | Temps           |
| - | ---------------- | ---------------------- | --------------- |
| 1 | Eddy Planckaert  | Splendor-Euroshop      | 4 h 59 min 54 s |
| 2 | Francis Castaing | Peugeot-Shell-Michelin | m.t.            |
| 3 | Etienne De Wilde | La Redoute-Motobécane  | m.t.            |

### 2eétape
11-03-1983. Bourbon-Lancy-Saint-Étienne 212 km.
|   | Cycliste         | Équipe                 | Temps           |
| - | ---------------- | ---------------------- | --------------- |
| 1 | Francis Castaing | Peugeot-Shell-Michelin | 5 h 38 min 22 s |
| 2 | Eddy Planckaert  | Splendor-Euroshop      | m.t.            |
| 3 | Sean Kelly       | Sem-France Loire       | m.t.            |

### 3eétape,1ersecteur
12-03-1983. Saint-Chamond-Tournon 89 km.
|   | Cycliste         | Équipe                 | Temps           |
| - | ---------------- | ---------------------- | --------------- |
| 1 | Sean Kelly       | Sem-France Loire       | 2 h 05 min 35 s |
| 2 | Francis Castaing | Peugeot-Shell-Michelin | m.t.            |
| 3 | Jozef Lieckens   | Safir-Van de Ven       | m.t.            |

### 3eétape,2esecteur
12-03-1983. Tain-l'Hermitage 35 km. CRE
|   | Équipe                                    | Temps       |
| - | ----------------------------------------- | ----------- |
| 1 | Jacky Aernoudt Meubelen-Rossin-Campagnolo | 45 min 04 s |
| 2 | Coop-Mercier-Mavic                        | + 15 s      |
| 3 | Sem-France Loire                          | + 23 s      |

### 4eétape
13-03-1983. Bollène-Miramas, 186 km.
|   | Cycliste          | Équipe           | Temps           |
| - | ----------------- | ---------------- | --------------- |
| 1 | Sean Kelly        | Sem-France Loire | 5 h 05 min 08 s |
| 2 | René Bittinger    | Sem-France Loire | m.t.            |
| 3 | Jean-Marie Grezet | Sem-France Loire | m.t.            |

### 5eétape
14-03-1983. Miramas-La Seyne-sur-Mer, 183 km.
|   | Cycliste            | Équipe                | Temps           |
| - | ------------------- | --------------------- | --------------- |
| 1 | Ferdi Van Den Haute | La Redoute-Motobécane | 4 h 59 min 30 s |
| 2 | John Herety         | Coop-Mercier-Mavic    | + 5 s           |
| 3 | Jozef Lieckens      | Safir-Van de Ven      | + 7 s           |

### 6eétape
15-03-1983. La Seyne-sur-Mer-Mandelieu-la-Napoule, 182 km.
|   | Cycliste     | Équipe                | Temps           |
| - | ------------ | --------------------- | --------------- |
| 1 | Dirk De Wolf | Boule d'Or            | 5 h 12 min 40 s |
| 2 | Pascal Guyot | La Redoute-Motobécane | + 26 s          |
| 3 | Sean Kelly   | Sem-France Loire      | + 1 min 26 s    |

### 7eétape,1ersecteur
16-03-1983. Mandelieu-la-Napoule-Nice, 60 km.
|   | Cycliste          | Équipe                                    | Temps           |
| - | ----------------- | ----------------------------------------- | --------------- |
| 1 | Eric Vanderaerden | Jacky Aernoudt Meubelen-Rossin-Campagnolo | 1 h 31 min 11 s |
| 2 | Kim Andersen      | Coop-Mercier-Mavic                        | m.t.            |
| 3 | Michel Larpe      | US Saint-Étienne-Pélussin                 | m.t.            |

### 7eétape,2esecteur
16-03-1983. Nice-Col d'Èze, 11 km (clm).
|   | Cycliste          | Équipe           | Temps       |
| - | ----------------- | ---------------- | ----------- |
| 1 | Sean Kelly        | Sem-France Loire | 20 min 20 s |
| 2 | Jean-Marie Grezet | Sem-France Loire | + 37 s      |
| 3 | Steven Rooks      | Sem-France Loire | + 46 s      |

## Classements finals

### Classement général
|    | Cycliste           | Équipe                                    | Temps            |
| -- | ------------------ | ----------------------------------------- | ---------------- |
| 1  | Sean Kelly         | Sem-France Loire                          | 30 h 02 min 19 s |
| 2  | Jean-Marie Grezet  | Sem-France Loire                          | + 1 min 03 s     |
| 3  | Steven Rooks       | Sem-France Loire                          | + 1 min 14 s     |
| 4  | Joop Zoetemelk     | Coop-Mercier-Mavic                        | + 1 min 42 s     |
| 5  | Michel Laurent     | Coop-Mercier-Mavic                        | + 2 min 26 s     |
| 6  | René Bittinger     | Sem-France-Loire                          | + 3 min 59 s     |
| 7  | Paul Haghedooren   | Splendor-Euroshop                         | + 7 min 22 s     |
| 8  | Adrie van der Poel | Jacky Aernoudt Meubelen-Rossin-Campagnolo | + 7 min 28 s     |
| 9  | Graham Jones       | Wolber-Spidel                             | + 8 min 42 s     |
| 10 | Frédéric Brun      | Peugeot-Shell-Michelin                    | + 9 min 16 s     |